# 鬼遮眼
《鬼遮眼》是一部由麥可·弗拉納根撰寫劇本、剪輯和執導的2013年美國超自然心理恐怖電影。此電影是基於導演的短片Oculus: Chapter 3 – The Man with the Plan改編而成的，主演包括凱倫·吉蘭，她飾演一位確信古董鏡子是將死亡與不幸招來她家的年輕女子。
《鬼遮眼》的首映會是於2013年9月5日，在2013年多倫多國際影展舉行，全國上映則是在2014年4月11日。本片受到了來自評論家的普遍好評，獲得了票房上的成功。

## 劇情
13歲的凱莉與10歲的提姆跟隨父母搬到新家，沒想到邪惡力量早已在此滋長壯大。家中陸續發生難用常理解釋的詭異現象，然而兩人的雙親，最終也不敵邪靈入侵命喪黃泉。這對年幼的姊弟，不僅目睹父母慘死，提姆更被指控是這樁慘劇的兇手。
經過長年調查，凱莉確信老家裡的那面古董鏡藏有邪惡詛咒，歷代擁有者都不得善終，而這也是導致他們家破人亡的主要原因。於是姊弟倆重回老家，試圖摧毀古董鏡；豈料他們的記憶竟開始回溯，無法分辨現實與幻覺。身處記憶中慘案發生的那一夜，他們能否找到證明提姆清白的證據？或是被塵封的恐懼所吞噬？

## 演員
- 凯伦·吉兰 飾 凱莉·羅素（Kaylie Russell）
- 安娜麗絲·巴索 飾 12歲的凱莉·羅素
- 布蘭頓·思懷茲 飾 蒂姆·羅素（Tim Russell)
- 嘉瑞特·萊恩 飾 10歲的蒂姆·羅素
- 凯蒂·霍夫 飾 瑪麗·羅素
- 羅利·科奇瑞恩 飾 艾倫·羅素
- 詹姆斯·拉夫爾提 飾 麥可·杜蒙
- 米格爾·桑多瓦爾 飾 格雷厄姆博士
- 凱特·西格爾 飾 馬里索爾·查韋斯
- 賈斯汀·戈登 飾 主管
- 凱瑟琳·帕克 飾 凱蒂·帕克
- 鮑勃·吉伯特 飾 鄰居
- 庫爾尼·貝爾 飾 拍賣師

## 外部鏈接
- 官方网站
- 互联网电影数据库（IMDb）上《鬼遮眼》的资料（英文）
- 互联网电影数据库（IMDb）上《Oculus: Chapter 3 – The Man with the Plan》的资料（英文）
- Box Office Mojo上《鬼遮眼》的資料（英文）
- AllMovie上《鬼遮眼》的资料（英文）
- 爛番茄上《鬼遮眼》的資料（英文）
- Metacritic上《鬼遮眼》的資料（英文）